# The Fox and the Hound (boek)
The Fox and the Hound is een boek uit 1967, geschreven door Daniel P. Mannix.
The Fox and the Hound was Daniel P. Mannix' bekendste roman.
De roman beschrijft het leven van een jonge vos, die leert in het wild te overleven. Maar wanneer hij per ongeluk een van de jachthonden de dood injaagt, is de jager vastbesloten wraak te nemen. Samen met zijn overgebleven hond opent hij de jacht. De jacht op de vos zal uiteindelijk jaren duren.